# Karl Aubert Salzmann
Karl Aubert Salzmann (* 2. Juli 1876 in Dornbirn; † 1. November 1934 in Wels) war ein österreichischer Rechtsanwalt und Politiker.

## Leben
Karl Aubert Salzmann wurde am 2. Juli 1876 als Sohn eines Industriellen in Dornbirn geboren. Hier besuchte er auch die Volksschule und besuchte in weiterer Folge von der ersten bis zur siebenten Klasse das Jesuitengymnasiums Stella Matutina in Feldkirch und daraufhin das k.k. Staatsgymnasium in Trient. An diesem maturierte 1896 mit Auszeichnung und absolvierte daraufhin sein Einjährig-Freiwilligen-Jahr beim erst kurz davor aufgestellten 3. Regiment der Tiroler Kaiserjäger in Trient. Nach einem begonnenen Studium an der Rechtswissenschaftlichen Fakultät der deutschen Karl-Ferdinands-Universität in Prag wechselte er an die Universität Freiburg in der Schweiz, wo Otto Ender einer seiner Kommilitonen war. In weiterer Folge studierte er auch nach an der Universität Graz, an der er am 4. Mai 1900 der Studentenverbindung KÖHV Carolina Graz beitrat und hier den Couleurnamen Adam erhielt. Seine Fuchsenzeit wurde allerdings verkürzt, da er während seiner Studien in Prag und in Freiburg bei den Verbindungen KDStV Ferdinandea Prag bzw. KDStV Teutonia zu Freiburg im Üechtland verkehrte. Im Sommersemester 1901 wechselte er ein weiteres Mal die Lehranstalt und kam an die Rechtswissenschaftliche Fakultät der Universität Wien, an der er im Jahre 1902 zum Dr. iur. promovierte. In Wien war unter anderem Mitglied der KaV Norica Wien. Nach dem Gerichtsjahr begann Salzmann als Rechtsanwaltsanwärter in der Kanzlei von Josef Greitner (1866–1957), dem Vater des späteren Politikers und Bürgermeisters von Innsbruck, Franz Greitner. Nachdem Josef Greitner im Jahre 1909 mit seiner Familie nach Innsbruck zurückgekehrt war, übernahm Salzmann mit 1. Oktober 1909 Greitners Kanzlei als selbstständiger Rechtsanwalt.
Salzmann war auch beim 25. Stiftungsfest der Carolina in Graz zugegen, als es zu Ausschreitungen seitens schlagender Studenten gegen Carolinen und CVer kam. Hierbei wurde Salzmann am Pfingstmontag, dem 12. Mai 1913, bei der Auffahrt zur Messe in der Herz-Jesu-Kirche von einem Tintenglas getroffen und verletzt. Unter anderem an der Seite von Richard Wollek, damals bereits Abgeordneter zum Niederösterreichischen Landtag und Reichsratsabgeordneter, begab sich Salzmann zum Statthalter der Steiermark, Edmund Graf von Attems, und machte diesem die kritische Situation deutlich, woraufhin dieser zur Sicherheit Truppen der k. u. k. Armee einsetzte. Im Jahre 1915 wurde Salzmann selbst einberufen, musste aber aufgrund eines Herzleidens nicht an die Front einrücken. Als Lageradjunkt verbrachte er seine Zeit daraufhin im Kriegsgefangenenlager Marchtrenk in Oberösterreich und war dem k.u.k. Infanterieregiment „Ernst Ludwig Großherzog von Hessen und bei Rhein“ Nr. 14 zugeteilt, wobei sein letzter Dienstgrad der eines Oberleutnants der Reserve war.

### Wirken in der Politik
Salzmanns politische Laufbahn begann im Jahre 1909 mit der Wahl zum Obmann des Katholischen Volksvereines in Wels. Noch im selben Jahr kandidierte er für den Oberösterreichischen Landtag, in den er in weiterer Folge gewählt wurde. Diesem gehörte er in der XI. Wahlperiode (von 21. September 1909 bis in die Anfangsphase des Ersten Weltkriegs 1914/15) und später auch noch in der XII. Wahlperiode (von 23. Juni 1919 bis zum 18. Mai 1925) an. Nach den letztgenannten Landtagswahlen gewann Salzmann die Wahl zum Obmann des Gemeinde- und Verfassungsausschusses und wurde zudem zum stellvertretenden Landesrat gewählt. Nachdem er bereits ab 1919 im Welter Gemeinde- und Stadtrat war, wurde er, obwohl seine Partei, die Christlichsozialen, zu diesem Zeitpunkt nur drittstärkste Partei waren, im Jahre 1924 zum Bürgermeister der Stadt Wels ernannt. Dieses Amt übte er bis zum Februar 1934 aus, wobei in seiner Amtszeit der Ausbau von Wels zu einer modernen Stadt begann. Er förderte den Wohn- und Schulbau und zeigte sich durch Grundankäufe für die Erweiterung des Geländes des wirtschaftlich bedeutenden Welser Volksfestes, der heutigen Welser Messe, verantwortlich. Salzmann selbst war auch stolz darauf, dass weder im Februar noch im Juli 1934 in Wels ein Schuss gefallen ist.
Eine Möglichkeit auf das Amt eines Regierungskommissars für Wels lehnte Salzmann im Jahre 1934 ab. Parallel zu seinen Ämtern in der Landes- und Kommunalpolitik war Salzmann von 1. Dezember 1920 bis zum 2. Mai 1934 auch im Bundesrat vertreten. Von 1. Dezember 1926 bis zum 31. Mai 1927 sowie vom 1. Juni 1931 bis zum 30. November 1931 war er zudem dessen Vorsitzender. Aufgrund dieser Position hatte er am 9. Oktober 1931 den Vorsitz der 4. Bundesversammlung anlässlich der Wahl von Wilhelm Miklas zum österreichischen Bundespräsidenten. Zwischen 15. Juni 1932 und 30. April 1934 war Salzmann Ständiger stellvertretender Vorsitzender des Bundesrates, sowie Obmann des Klubs der christlichsozialen Mitglied des Bundesrates. 1934 musste sich Salzmann weitgehend aus der Politik zurückziehen und trat am 30. April 1934 bei der Sitzung, die die Ständestaats-Verfassung verabschiedete, von seinem stellvertretenden Bundesratsvorsitz zurück.
Bereits davor distanzierte er sich vom Ständestaat; so unter anderem als er es im Jahre 1930 ablehnte den Korneuburger Eid zu leisten, da er bereits einen Eid auf die Verfassung gelegt habe und diesen nicht durch den Korneuburger Eid brechen könne. Noch 1933/34 trat Salzmann, der zusammen mit Josef Schlegel und Josef Aigner dem demokratischen Flügel der Christlichsozialen angehörte, für die Beibehaltung der Demokratie ein. Wenige Tage nach der Selbstausschaltung des Parlaments forderte er bei einer Klubvorstandssitzung der CS den Zusammentritt des Hauptausschusses des Nationalrates, um wieder den verfassungsmäßigen Zustand zu erlangen.

### Engagement im CV und Privatleben

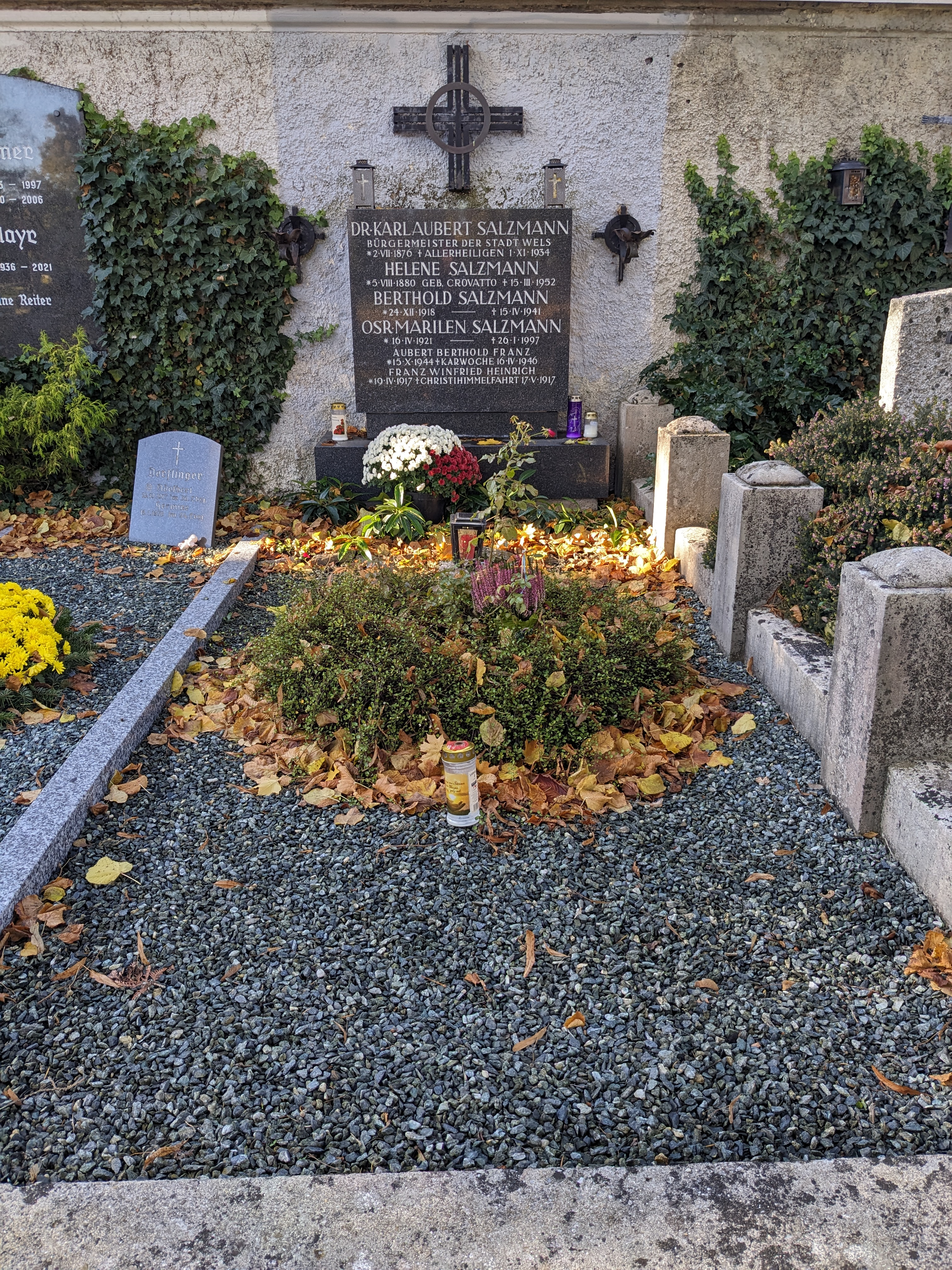
Grab am Stadtfriedhof Wels

Neben seinem bereits erwähnten Engagement im Österreichischen Cartellverband (CV) war er im Jahre 1907 Begründer der heute noch immer existierenden katholischen Feriensippe (Ferialis) Staufia Dornbirn. Zwischen 1919 und 1922 war Salzmann Vorsitzender des Altherrenlandesbundes des CV in Oberösterreich einer der Stifter der KÖStV Babenberg Graz. 1927 wurde er Ehrenphilister der katholischen Pennalie Traungau (heute KÖStV Traungau Wels) im Mittelschüler-Kartell-Verband (MKV). Karl Aubert Salzmann war verheiratet und Vater einer Tochter und vier Söhnen. Darunter waren unter anderem Aubert Salzmann, Mitglied der KÖHV Carolina Graz, langjähriger Kulturreferent und in den 1960er Jahren Vizebürgermeister von Wels, sowie Walter Josef Salzmann, Mitglied der AV Austria Innsbruck, und Leopold Salzmann, Mitglied der KaV Norica Wien. Am 1. November 1934 starb Salzmann 58-jährig in Wels und wurde am Stadtfriedhof Wels beerdigt.